# Sunrise Beach
Sunrise Beach – wieś w Stanach Zjednoczonych, w stanie Missouri, w hrabstwie Camden.